# Verbrennungskraftmaschine

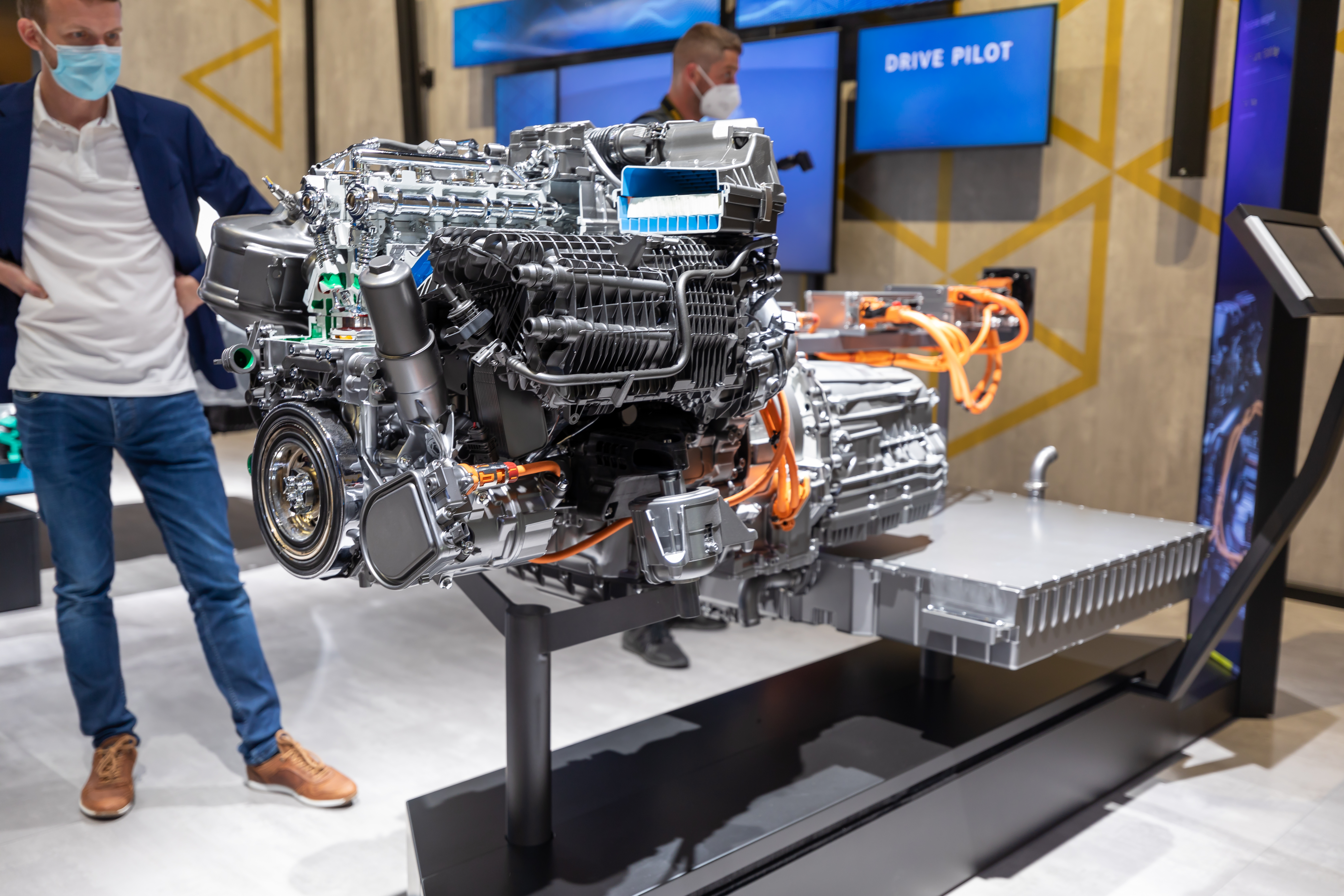
Verbrennungsmotor eines Automobils auf der IAA

Die Verbrennungskraftmaschine ist eine Wärmekraftmaschine (Thermische Fluidenergiemaschine), die durch innere Verbrennung von Treibstoff mechanische Arbeit verrichtet. Weitere Verallgemeinerungen sind Fluidenergiemaschine und Kraftmaschine. Im Unterschied etwa zur Dampfmaschine und dem Heißluftmotor finden alle Arbeitsprozesse in einem Arbeitsraum statt, dem Arbeitszylinder. Dabei wird chemische Energie aus einem Kraftstoff-Luft-Gemisch über die Temperatur des Arbeitsgases in Druck (Kraft) und Ausdehnung (Weg) und damit in mechanische Energie (Kraft mal Weg) umgewandelt.
Alle Verbrennungskraftmaschinen arbeiten nach einem gemeinsamen Prinzip:
1. Ansaugen
2. Verdichten
3. Arbeiten
4. Ausstoßen

## Arten von Verbrennungskraftmaschinen
Man unterscheidet zwei wesentliche Arten von Verbrennungskraftmaschinen:

### Strömungsmaschinen (Turbomaschinen)
- Gasturbine
- Turbinen-Strahltriebwerk

Die oben genannten vier Schritte werden bei Turbomaschinen kontinuierlich durchlaufen, die Druckverhältnisse sind konstant. Die Material- und Kühleigenschaften der ersten Turbinenschaufel-Stufe bestimmen u. a. die mögliche maximale Verbrennungstemperatur im Brennkammer-System.

### Verbrennungsmotoren
- Hubkolbenmotoren
- Rotationskolbenmotoren

Bei Verbrennungsmotoren laufen diese vier Arbeitstakte sequenziell ab. Wegen der zyklischen Verbrennung können viel höhere Spitzentemperaturen und somit höhere Wirkungsgrade erreicht werden als in Strömungsmaschinen.